# کلان‌خشکسالی

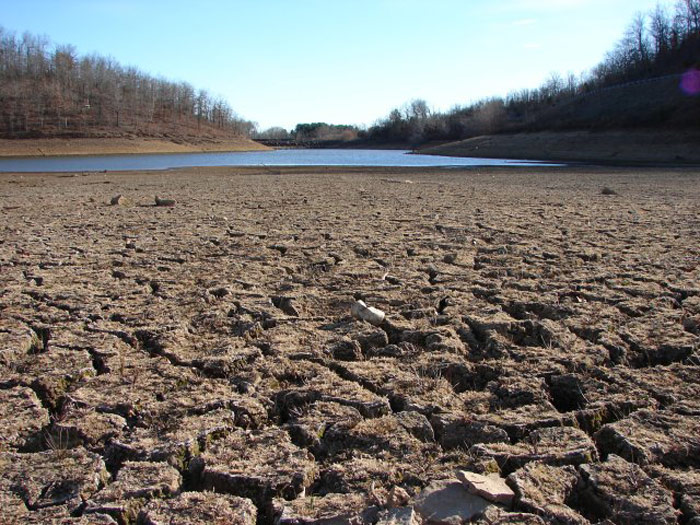
یک بستر رود خشکیده در کالیفرنیا که بدترین کلان‌خشکسالی خود را در ۱۲۰۰ سال گذشته تجربه می‌کند. کلان‌خشکسالی بر اثر گرمایش جهانی تشدید شده و در نتیجه آب جیره‌بندی شده‌است.

کلان‌خشکسالی (انگلیسی: Megadrought) نوعی خشکسالی طولانی‌مدت است که دو دهه یا بیشتر دوام دارد. در گذشته، کلان خشکسالی‌ها با شرایط پایدار چند ساله لانینا همراه بوده‌است که در این وضعیت، در مناطق حاره‌ای شرق اقیانوس آرام، دمای آب سردتر از حالت عادی است.
اصطلاح کلان‌خشکسالی به‌طور کلی برای توصیف طول خشکسالی استفاده می‌شود، و نه شدت آن. در نوشته‌های علمی، این اصطلاح برای توصیف خشکسالی‌های دهه‌ای یا خشکسالی‌های چنددهه‌ای به‌کار می‌رود.
به‌طور کلی، خشکسالی‌های چند ساله و کمتر از یک دهه مانند خشکسالی داست بول در دهه ۱۹۳۰، به عنوان کلان‌خشکسالی توصیف نمی‌شوند، حتی اگر این خشکسالی‌ها طولانی مدت باشند. در ادبیات عمومی، گاهی خشکسالی‌های چند ساله یا حتی یک ساله به‌ دلیل شدت آن، خسارت اقتصادی واردشده یا معیارهای دیگر با عنوان کلان‌خشکسالی توصیف می‌شوند، اما این استثنا محسوب شده و قاعده نیست.

## تأثیرات
کلان‌خشکسالی‌ها از لحاظ تاریخی منجر به مهاجرت انبوه انسان‌ها از سرزمین‌های تحت تأثیر خشکسالی شده که این وضعیت نیز باعث کاهش قابل توجه جمعیت نسبت به مراحل پیش از خشکسالی شده‌است. گمان می‌رود کلان‌خشکسالی‌ها نقش اصلی در فروپاشی اجتماعی چندین تمدن پیش از انقلاب صنعتی داشته‌اند؛ مانند تمدن مردمان باستانی پوئبلو در جنوب غربی آمریکای شمالی، امپراتوری خمر در کامبوج، تمدن مایا در آمریکای میانی، تمدن تیاهواناکو در بولیوی و دودمان یوآن در چین.
منطقه ساحل صحرا در آفریقا، به‌طور ویژه در طول تاریخ دچار کلان‌خشکسالی‌های متعدد شده‌است که آخرین مورد آن از حدود ۱۴۰۰ تا ۱۷۵۰ میلادی به طول انجامیده‌است. آمریکای شمالی نیز حداقل چهار کلان‌خشکسالی را طی دوران گرمایشی قرون وسطی تجربه کرده‌است.